# هراس و ترس

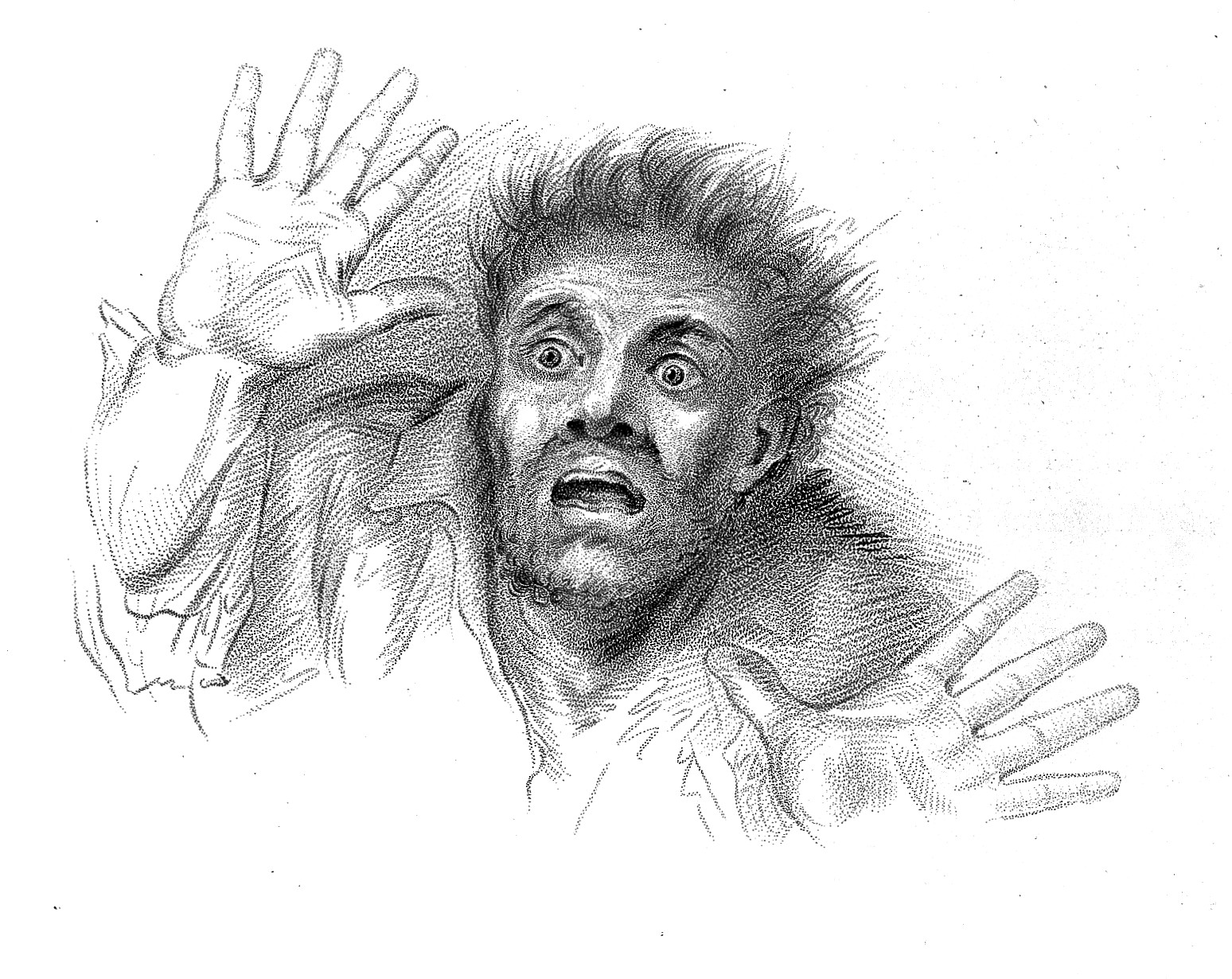
نقاشی سر چارلز بل از یک مرد ترسیده از مقاله‌هایی دربارهٔ بیان

تمایز بین هراس (به انگلیسی: Horror) و ترس (به انگلیسی: terror) یک مفهوم استاندارد ادبی و روان‌شناختی است که به‌ویژه در داستان‌های گوتیک و ترسناک به کار می‌رود. هراس، احساس انزجار است که معمولاً به دنبال یک منظره، صدای ترسناک یا تجربه‌ای دیگر می‌آید. در مقابل، ترس معمولاً به عنوان احساس ترس و انتظاری که پیش از تجربه هولناک است توصیف می‌شود.
نوئل کارول همچنین ترس را ترکیبی از وحشت و نفرت تعریف کرد.